# Североамериканский театр Семилетней войны
Североамерика́нский теа́тр Семиле́тней войны́, также известный как Война́ с францу́зами и инде́йцами (англ. French and Indian War) или Война́ завоева́ния (фр. Guerre de la Conquête) — четвёртый и последний вооружённый колониальный конфликт в Северной Америке между Великобританией и её колониями с одной стороны и Францией и союзными с ней индейскими племенами с другой, являвшийся особым театром Семилетней войны (1756—1763 годы).
Название «Война с французами и индейцами» связано с двумя главными противниками Британии: войсками королевской Франции и несколькими племенами индейцев, которые были союзниками французов. Эта война завершила серию колониальных войн между Англией и Францией, которые иногда называют второй Столетней войной. Конфликт разгорелся из-за притязаний англичан и французов на территории в долине реки Огайо, которую в то время уже населяли от 3000 до 4000 американских индейцев. Начавшись в преддверии Семилетней войны и, в значительной степени, спровоцировав её, война с французами и индейцами завершилась с её окончанием поражением Франции. В результате Франция лишилась всех своих колониальных владений в Америке, называвшихся Новая Франция. Кроме того, Великобритания завладела Флоридой, до того принадлежавшей союзной Франции Испании. Французские территории к востоку от реки Миссисипи перешли к Англии, а французская Луизиана к западу от Миссисипи была передана Испании, чтобы компенсировать потерю Флориды.

## Название войны
Эта война известна под несколькими названиями. В британской Северной Америке войны той эпохи обычно носили имя царствующего монарха, например, Война короля Вильгельма (первая война с французами и индейцами) или Война королевы Анны (вторая война с французами и индейцами). При короле Георге II в колониях случились две войны с интервалом в несколько лет; из них войной короля Георга называют только первую (она же третья война с французами и индейцами). Вторая война называется четвёртой или просто войной с французами и индейцами, так как она была самой кровопролитной и самой значительной по своим последствиям. Это традиционное название остаётся стандартным в Соединённых Штатах, несмотря на то, что индейцы на самом деле воевали на обеих сторонах. Кроме традиционного названия американские историки используют и европейское наименование, Семилетняя война, а также менее употребительные: четвёртая колониальная война или Великая война за империю.
Во Франции и Великобритании употребляется только термин Семилетняя война, так как для этих стран война в Северной Америке была лишь одним из театров глобальной войны, которую иногда называют также самой первой мировой войной. В Европе война началась с её официального объявления в 1756 году и продолжалась до подписания Парижского мирного договора 1763 года. Эти даты не соответствуют реальному ведению боевых действий в Северной Америке, которые начались несколько раньше, в 1754 году, и продолжались до завершения британского завоевания Канады взятием Монреаля в 1760 году.
Франкоканадцы часто используют название Война завоевания (Guerre de la Conquête), поскольку именно в ходе этой войны Канада была завоёвана Британией.

## Предыстория

Северная Америка перед войной

В 1607 году англичане основали в Америке своё первое поселение, Джеймстаун, а через год французы основали своё первое поселение, Квебек. Долгое время английские и французские поселенцы не контактировали друг с другом. Французы не пытались заселять Америку (хоть и построили несколько городов), а лишь торговали с индейцами и не претендовали на их земли. Англичане же сразу решили переселить в колонию часть неблагополучного населения, стимулировали переселенцев льготами и даже разрешили им иметь самоуправление. Впоследствии ещё некоторые европейские страны пытались колонизировать Северную Америку, но к началу XVIII века только Британия и Франция контролировали земли к востоку от Миссисипи. Англичане заселили побережье Атлантики, а французы контролировали Канаду, территорию Великих Озёр и долину Миссисипи.
Англичанам удалось наладить хорошие отношения только с Конфедерацией ирокезов, которая была враждебно настроена к французам ещё с начала XVII века. Французы же заключили договоры с алгонкинскими племенами Великих озёр: пекотами, майами, чиппева, Оттава и иллинойс. Алгонкины издавна были враждебно настроены к ирокезам.
В конце XVII и начале XVIII века Британия и Франция трижды вступали в войну за доминирование в Европе, и каждый раз боевые действия происходили и в колониях. Война Аугсбургской лиги (1688—1697) породила в колониях конфликт, известный как Война короля Вильгельма. Война за испанское наследство привела к конфликту в колониях, известному как Война королевы Анны. Война за австрийское наследство (1744—1748) привела к третьему конфликту, известному как Война короля Георга. На этот раз британским ополченцам удалось захватить Луисбург, но его вернули Франции по условиям мирного договора.
Заключение мира привело, как обычно, к сокращению британской армии. Все новонабранные полки были распущены и в армии Британии осталось 49 пехотных полков (номерные полки с 1-го по 49-й). Армия теперь насчитывала 30 000 человек, из которых 20 000 человек стояли в Англии и 10 000 в колониях. Ещё 37 малочисленных полков находились на содержании ирландского парламента.

### Конфликт в Огайо
В 1744 году ирокезы заключили с британскими колонистами Ланкастерский договор, который был истолкован колониальными властями как разрешение селиться в долине Огайо. В 1747 году была образована Компания Огайо, акционерами которой стали губернатор Вирджинии, члены семей Ли и Вашингтонов. В долине стали появляться британские поселения, что встревожило Францию, которая считала, что Огайо открыто французами и должно принадлежать Франции.
В 1749 году маркиз де Галиссоньер отправил в долину Огайо миссию Пьер-Жозефа Селорона де Бленвиля. Добравшись до Логстауна, Селорон призвал индейские племена присоединиться к Франции для борьбы против англичан. Когда об этом стало известно в английских колониях, власти Вирджинии и Пенсильвании решили наладить отношения с ирокезами и, в частности, добиться ратификации Ланкастерского договора. Также было решено построить несколько фортов в долине Огайо.
Роберт Динвидди, губернатор Вирджинии, отправил в Логстаун делегацию, которая 13 июня 1752 года добилась ратификации Ланкастерского соглашения. Но весной 1753 года на южном берегу озера Эри высадились 1500 французских военных и занялись строительством укреплений. Ими был возведён, в частности, Форт Ле-Бёф. Власти Вирджинии опасались, что если этот отряд двинется на юг, то полностью отрежет британским торговцам доступ в долину Огайо. Было решено отправить к французам посланца с официальным протестом.
Согласно Вашингтону Ирвингу, первым таким посланцем стал капитан Уильям Трент, который прибыл в Логстаун, но затем растерялся, заколебался, и в итоге вернулся обратно, не выполнив свою миссию. Губернатору пришлось искать другого посланца, более подходящего для этого задания: более сильного физически и морально.
О замыслах губернатора узнал Джордж Вашингтон, в то время майор колониального ополчения. Он решил воспользоваться этим шансом, отправился в Уильямсберг и вызвался быть добровольцем для доставки письма. Вашингтону было приказано незамедлительно отправиться в Логстаун, вручить французам письмо губернатора, затем вернуться назад, собрав по пути всю возможную информацию о численности французов, их вооружении, укреплениях, коммуникациях и планах. Вашингтон должен был по дороге встретить первопроходца Кристофера Джиста и взять его с собой проводником.

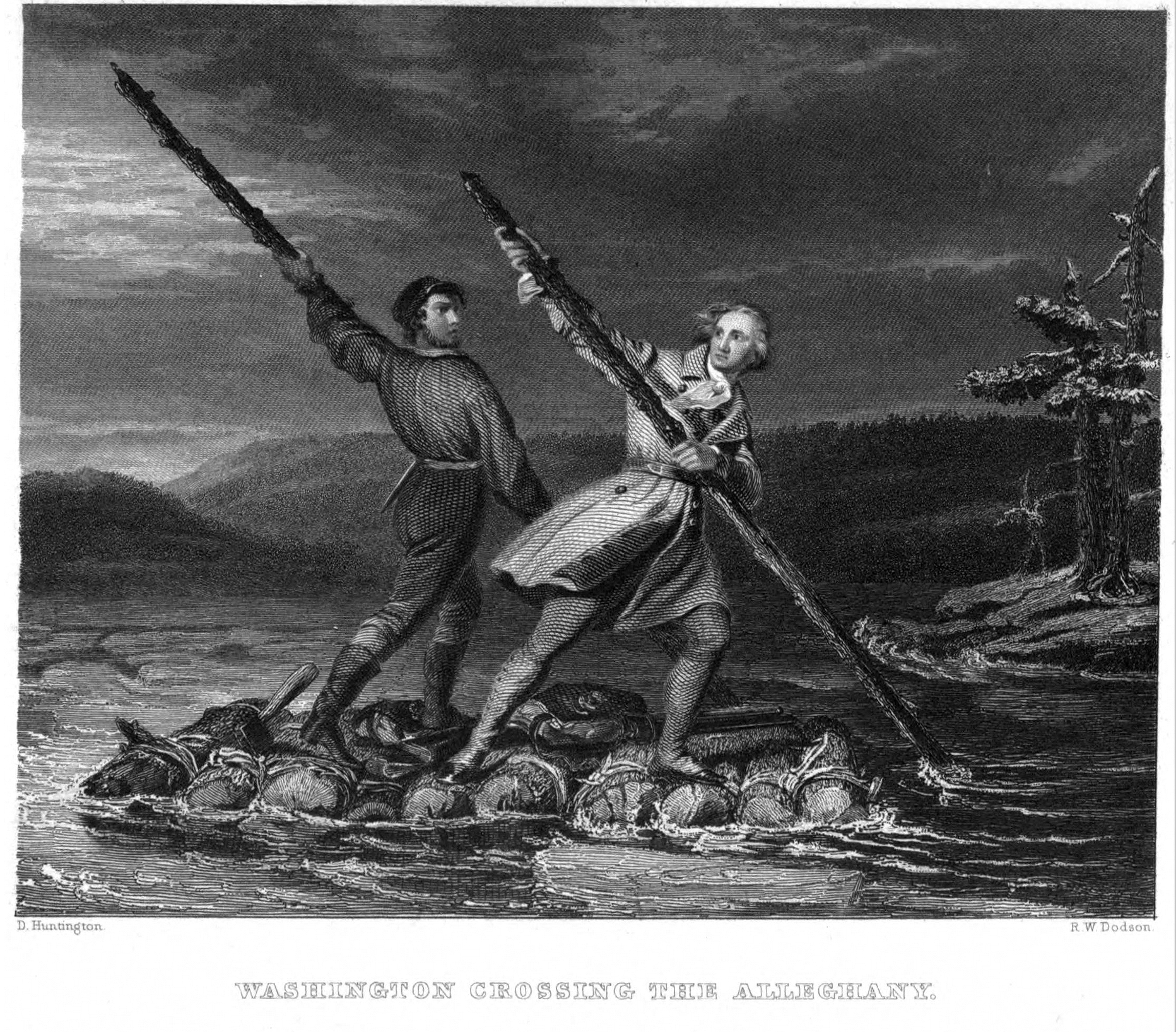
Вашингтон и Джист переправляются через Аллегейни.

Экспедиция Джорджа Вашингтона в Огайо началась 15 ноября 1753 года, когда он выступил из селения Уиллс-Крик с отрядом в шесть человек. 23 ноября он достиг слияния рек Мононгахила и Аллегейни, и исследовал место, на котором губернатор предполагал основать форт. 25 ноября он встретился в Логстауне с вождём Таначарисоном и договорился, что индейцы проводят его к французскому форту. 11 декабря экспедиция достигла французского форта Ле-Беф. На следующий день его принял французский командующий Жак де Сен-Пьер и Вашингтон вручил ему письмо губернатора. Пока шли переговоры, Вашингтон заметил, что французы считают Огайо своей землёй, намерены продвигаться всё дальше и явно пытаются склонить ирокезов на свою сторону. Поэтому, получив ответ для губернатора, он решил возвращаться назад как можно быстрее.
На обратном пути экспедиция двигалась слишком медленно, поэтому 26 декабря Вашингтон с Джистом отправились вперёд налегке. Им пришлось вдвоём идти через огайские леса и переправляться на плоту через реку Аллегейни, но в итоге 16 января Вашингтон добрался до Уильямсберга и передал губернатору ответ французов. Он составил рапорт для Ассамблеи и переписал свой путевой дневник в подробный отчёт. Вашингтон Ирвинг писал, что это путешествие заложило фундамент его дальнейшей карьеры.
Информация, доставленная Вашингтоном, заставила правительство Вирджинии принимать срочные меры. К слиянию рек Аллегейни и Мононгахила был отправлен отряд для постройки форта, а в Вирджинии был набран полк, который поручили Вашингтону. 2 апреля 1754 года этот полк был отправлен в строящийся форт, но отряд не успел достичь форта: 17 апреля французский отряд под командованием Клода-Пьера Пекоди вышел к недостроенному форту, обнаружив там всего 40 вирджинцев под командованием Энсина Уорда. Уорд сдался, и французы начали строить свой собственный форт, который назвали Форт Дюкен, в честь губернатора.

## Ход войны

### Кампания 1754 года
Как странно, что молодому виргинскому офицеру выпало на долю произвести в первобытном пенсильванском лесу роковой выстрел — и разбудить войну, которой суждено было длиться шестьдесят лет, захватить всю его родную страну и перекинуться в Европу, стоить Франции её американских владений, отторгнуть от нас наши американские колонии и создать великую западную республику, а затем, утихнув в Новом Свете, вновь разбушеваться в Старом, причем из мириад участников этой гигантской схватки величайшая слава досталась тому, кто нанес первый удар!
Отряд Вашингтона численностью около 120 человек покинул Александрию только 2 апреля 1754 года и находился в Уиллс-Крик, когда пришли новости о захвате французами форта. Французов было 800 или 1000 человек, поэтому продолжать наступление не имело смысла, но индейцы запрашивали помощи. Отступление могло лишить Вашингтона поддержки индейцев, поэтому он решил занять позицию поближе к противнику и дожидаться подкреплений. Он успел дойти до местности Грейт-Медоуз, где узнал, что противник находится уже близко.
27 мая Кристофер Джист выследил небольшой французский отряд неподалёку от лагеря. Вашингтон взял с собой 40 человек, встретился с вождём Таначарисоном и группой индейцев и вместе с ними 28 мая атаковал обнаруженный отряд. В ходе столкновения, известного как Стычка у Грейт-Медоуз или Жюмонвильский инцидент, около 10 французов было убито и 21 взят в плен. Погиб командир отряда, Жозеф Кулон де Жюмонвиль. Французские офицеры заявили, что были посольством, но Вашингтон не поверил им и отправил под конвоем в Винчестер.
Вашингтон начал укреплять свой лагерь, который он назвал «Форт Несессити». 9 июня подошли первые подкрепления, примерно 181 человек. С ними прибыло некоторое количество припасов, а также девять лёгких орудий. 2 июля индейцы свернули лагерь и скрылись, оставив Вашингтона без разведки, так что ему пришлось использовать как разведчиков своих собственных людей, мало знакомых с этим делом. Всего в форте было 400 человек, из которых здоровы и боеспособны были только 284.
На рассвете 3 июля французский отряд численностью около 500 человек подошёл к форту и вступил в перестрелку с британцами. Она затянулась на весь день, а вечером начался сильный ливень, и у отряда Вашингтона промок весь порох. Положение стало безнадёжным, и Вашингтон согласился на капитуляцию. Французы разрешили британцам покинуть форт, оставив все орудия, кроме одного, и всё военное имущество, кроме пороха (чтобы сдавшиеся могли в пути обороняться от индейцев). 9 июня Вашингтон вернулся в Уиллс-Крик, потеряв в этом походе 30 человек убитыми и 70 ранеными.

#### Олбанский конгресс
Ещё в августе 1753 года, лондонская Торговая палата призвала всех колониальных губернаторов созвать ополчения для отражения будущей французской угрозы. В Лондоне полагали, что колонии должны наладить отношения с Конфедерацией ирокезов, а также построить цепь фортов по всему фронтиру и договориться об их снабжении, и для этого Палата предложила губернатору провинции Нью-Йорк Джеймсу де Ланси созвать конференцию представителей всех колоний.
Де Ланси выбрал местом конференции город Олбани и отправил приглашения восьми губернаторам, но только шесть колоний согласились участвовать. Из-за трудностей путешествия в Олбани только 19 июня успели собраться все депутаты колоний и представители ирокезов. Конгресс сформировал комитет, который рассмотрел различные планы союза колоний и в итоге выбрал план, предложенный Бенджамином Франклином. Франклин предлагал свести в союз все 13 колоний, но сделано это было необходимо не волей парламента, а решением самих колоний. Исполнительную власть в этом союзе представлял бы офицер, назначаемый королём. На основании этого плана Комитет конгресса 28 июня разработал свой собственный план. Комитет передал план в Конгресс, который обсуждал его 10 дней. В план были внесены некоторые дополнения, но в целом он всё равно остался близок к плану Франклина. Однако план не получил одобрения ни колониальных властей, ни британского правительства.
Много лет спустя, в 1789 году, Франклин писал, что если бы Олбанский план был принят, то история Америки сложилась бы иначе: союз колоний смог бы сам вести войну против Франции, помощь Британии была бы ненужной, Британия не понесла бы расходы и не стала бы вводить налоги в колониях, и в итоге до разрыва колоний с Британией не дошло бы, во всяком случае, в XVIII веке.

### Кампания 1755 года
В марте 1754 года премьер-министром Великобритании стал Томас Пелэм-Холлс, 1-й герцог Ньюкасл. Новости о разгроме Вашингтона потрясли его, он заявил, что вся Северная Америка будет потеряна, если такие случаи повторятся. Оппозиция уже начала обвинять его в бездеятельности, и он решил как можно скорее сделать что-то. Последующие три недели король и правительство составляли план действий. Поразмыслив над итогами кампании 1754 года, Ньюкасл пришёл к выводу, что колонии не способны к совместным действиям и не имеют опыта ведения войны, поэтому стоит использовать регулярную армию. Герцог Камберленд, главнокомандующий британской армией, предложил начать наступление по нескольким направлениям и даже посоветовал назначить в колонии вице-короля по примеру испанцев. Последнее предложение было отклонено, и было решено, что армиями будет командовать британский армейский офицер. На встрече с королём 22 сентября 1754 года Камберленд порекомендовал на эту должность Эдварда Брэддока.
В январе 1755 года британские 44-й и 48-й полки погрузились на корабли в Корке и в марте прибыли в Александрию, где встали лагерем. 14 апреля губернаторы колоний встретились с Брэддоком и обсудили планы кампании. Согласно инструкциям Камберленда, генерал Брэддок с двумя регулярными полками должен был наступать на форт Дюкен, губернатор Ширли с двумя колониальными полками должен был наступать на форт Ниагара, Уильям Джонсон с полками колониальных войск должен был наступать на форт Краун-Пойнт, а полковник Монктон должен был взять форт Босежур. Наступление на форт Дюкен и форт Ниагара должно было прервать сообщение между Квебеком и долиной Огайо, хотя для этого достаточно было одного наступления, например, на форт Ниагара.
Французы знали о приготовлениях противника, но не предполагали, что форту Дюкен всерьёз что-то угрожает. Им казалось, что англичане не смогут протащить через Аппалачи осадные орудия. Несмотря на это, маркиз Дюкен сумел собрать большой отряд канадских ирокезов, снабдить их порохом и оружием и отправить их на усиление форта. За два месяца они поднялись вверх по реке Святого Лаврентия, пересекли озеро Онтарио и 2 июля 1755 года, несмотря на все сложности пути, прибыли в форт.

#### Экспедиция Брэддока

Наступление Брэддока на форт Дюкен.

В конце мая армия Брэддока стояла в форте Камберленд, готовясь к походу, а строители улучшали дорогу. 7 июня первые подразделения начали марш на запад, но из-за сложного рельефа двигались очень медленно. 16 июня армия пришла в Литтл-Медоуз, пройдя 20 миль за восемь дней. Чтобы ускорить марш, Вашингтон предложил Брэддоку отправить вперёд небольшой лёгкий отряд. Брэддок согласился и 18 июня колонна из 1300 человек выступила из лагеря. Вскоре на неё напали индейцы из форта Дюкен, но были быстро отбиты. 24 июня колонна перешла реку Йокогейни, вскоре прошла мимо руин форта Несессити, перешла несколько хребтов и 8 июля встала лагерем на берегу реки Мононгахила.
Фортом Дюкен в те дни командовал Даниель де Божё, в распоряжении которого имелось всего несколько регулярных рот и отряд индейцев численностью около 800 человек. Это была самая большая концентрация индейских воинов за всю ту войну. 6 июля стало известно о приближении противника, и Де Божё решил атаковать противника на марше. Индейцы сначала отказались нападать на такой крупный отряд, но Де Божё сумел уговорить их. С ним пошли 637 индейцев, 146 канадцев и 108 регуляров. 9 июля в 13:00 отряд Де Божё столкнулся с колонной Брэддока, которая шла по дороге к форту через лес, началось сражение при Мононгахиле. Первыми же залпами была отбита фронтальная атака канадцев и убит сам Де Божё. Но индейцы охватили фланги колонны, оттеснили фланкирующие отряды и открыли огонь по самой колонне. К 16:00 колонна Брэддока потеряла всех офицеров и всех артиллеристов. Сам Брэддок получил ранение. Он приказал отходить, но отступление сразу превратилось в беспорядочное бегство.
Бегущая армия прошла за ночь 60 миль и утром 10 июля добралась до лагеря второй колонны (так называемый «лагерь Данбара»). 12 июля Брэддок приказал отступать в форт Каберленд. Пришлось бросить всё артиллерийское снаряжение и боеприпасы. Брэддок умер на следующий день и был похоронен прямо на дороге, чтобы индейцы не смогли обнаружить захоронение. 22 июля колонна добралась до форта Камберленд. Через два дня губернатор Динвидди получил подробный рапорт Вашингтона. Новости потрясли его: Вирджинии было нечем защищаться от набегов индейцев, а новости о разгроме армии могли привести к восстанию рабов. Губернатор предложил полковнику Данбару, который теперь командовал армией, сделать ещё одну попытку, чтобы смыть позор поражения, но Данбар отказался. В конце августа новости достигли Лондона, где разгром Брэддока был назван самым позорным поражением британской армии в истории. Ходили слухи, что 300 французов разбили 1300 англичан.

#### Осада форта Босежур
Единственной удачной операцией того года стала экспедиция к форту Босежур в Новой Шотландии. 26 мая массачусетское ополчение погрузилось на корабли и прибыло в Аннаполис-Ройал, где присоединилось к отряду регулярной армии под командованием подполковника Роберта Монктона. Имея теперь 2000 ополченцев и 250 регуляров, Монктон быстро захватил удобную высоту у форта Босежур и установил там мортиры. Гарнизон форта состоял из 200 французских солдат и трёх сотен акадийского ополчения. Они продержались три дня, но 16 июля капитулировали. Через два дня сдался соседний форт Гасперо. Британцы переименовали Босежур в Форт Камберленд. Губернатор Новой Шотландии, Чарльз Лоуренс, решил, что акадийцы слишком ненадёжны и приказал конфисковать их собственность и депортировать их из Акадии. Падение форта Босежур перерезало сухопутные пути снабжения Луисбурга, но было слишком слабым утешением для правительства на фоне разгрома Брэддока.

#### Битва на озере Джордж
Для наступления на Краун-Пойнт Уильям Джонсон собрал 3000 колониальных войск из новой Англии и Нью-Джерси и ещё примерно 300 индейцев. Почти все они пошли на войну в своей одежде и со своим оружием. Войска были сконцентрированы в Олбани, откуда в августе начали наступление вверх по Гудзону. Джонсон вышел к озеру Сент-Сакрамент, которое переименовал в Лейк-Джордж, а в верховьях Гудзона построил форт Джордж. Французы уже знали о планах противника их бумаг Брэддока, и отправили 3500 регулярных войск, канадцев и индейцев под командованием барона Дискау к укреплению, известному как форт Карильон на озере Шамплейн. Джонсон отправил отряд 500 человек в тыл французам, чтобы отрезать им отход, но этот отряд попал в засаду и был разбит. Дискау продолжил наступление и атаковал укреплённый лагерь Джонсона, но британские войска отбили все атаки. Сам Дискау попал в плен. Губернатор Ширли настаивал на продолжении наступления на форт Карильон, но Джонсон отказался, ссылаясь на болезни, нехватку продовольствия и одежды. Он простоял на месте до конца ноября, построив за это время форт Уильм-Генри. За победу в сражении ему присвоили баронское звание, однако наступление не дало стратегического результата и форт Карильон остался в руках французов.

#### Итоги
Ко всеобщему разочарованию, первая кампания в Америке закончилась неудачей: успешным был только один поход из четырёх, при этом один (Брэддока) закончился полным разгромом. Неудача Брэддока привела к тому, что индейцы начали вторгаться на территорию Вирджинии, Пенсильвании и Мэриленда. Джорджу Вашингтону поручили оборону фронтира, но у него было всего около 1500 ополченцев на 300 миль границы. Ассамблея Пенсильвании не помогла ни ему, ни собственным поселенцам. Когда 1755 год завершился, бои шли на всех направлениях, но формально война ещё не была объявлена, и даже подготовки к ней в Британии не началось. Правительство пребывало в нерешительности, а сам король в мае уехал в Ганновер, и вернулся только в сентябре. В августе стало известно о разгроме Брэддока, ни никакой реакции правительства не последовало, и только через два месяца было принято решение набрать в армию несколько тысяч человек. 13 ноября открылась сессия парламента, на которой король призвал активнее готовиться к войне. 27 ноября был предоставлен отчёт о состоянии армии: несмотря на критическую ситуацию предполагалось держать 34 000 человек в Англии и 13 000 в колониях.

### Кампания 1756 года

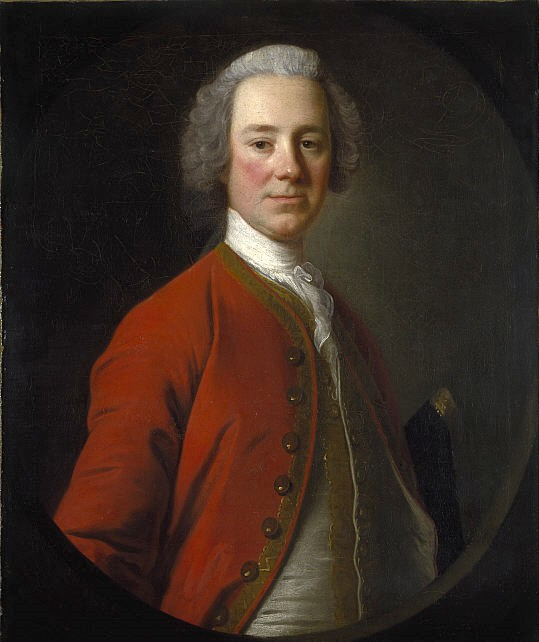
Джон Кэмпбелл, лорд Лоудон

В конце 1755 года парламент собрался на сессию после Рождества, и было принято решение набрать дополнительно 10 новых полков (Номерные полки с 50-го по 59-й). В марте 1756 года парламент постановил набрать в Америке полк из 4 батальонов, который стал называться 62-м пехотным, позже 60-м пехотным, а потом стал известен как Королевский американский полк. В апреле французы неожиданно высадились на острове Менорка и осадили форт Сен-Филлип. Форт пал 27 июня, что стало тяжёлым ударом по престижу Великобритании. Правительство пребывало в замешательстве и держало армию в Англии, в то время как она была нужна в Америке. Только в конце апреля в колонии были отправлены два полка (35-й и 42-й), которые добрались в Нью-Йорк в конце июня. 23 июля в колонии прибыл лорд Лоудон, ставший главнокомандующим армии и губернатором Вирджинии.
На тот момент в распоряжении лорда Лоудона почти не было войск. 60-й полк ещё не был набран. Массачусетский губернатор Уильям Ширли надеялся организовать наступление на форт Фронтенак, Форт Ниагара и Краун-Пойнт (в то время Форт Сент-Фредерик), поэтому сосредотачивал все ресурсы на дорогах к форту Осуиго и форту Уильям-Генри. Для наступления на форт Ниагара были выделены остатки 44-го и 48-го полков, колониальные полки Ширли и Пепперела, и несколько рот из Нью-Йорка. На Краун-Пойнт должны были наступать колониальные войска Новой Англии и Нью-Йорка. Лоудон, разобравшись в ситуации, обнаружил, что форты Осуиго и Уильям-Генри находятся в плохом состоянии и непригодны для обороны. Он отменил наступление на Ниагару и сосредоточил все усилия на направлении Краун-Пойнт и форта Тикондерога.
Лоудон подозревал, что французы намерены атаковать форт Осуиго, и отправил туда 44-й полк, но опоздал. 9 августа к форту подошёл отряд маркиза де Монкальма численностью 3000 человек. Началась осада форта Осуиго, и через три дня форт сдался. С потерей форта Британия утратила весь флот на озере Онтарио, и, что более важно, лишилась доступа к торговле мехом с индейцами. Были утрачены почти все западные территории провинции Нью-Йорк
Это событие сорвало все планы Лоудона на наступление. Монкальм отошёл в форт Тикондерога, где Лоудон уже не имел возможности его разбить, поэтому он переключился на усиление укреплений форта Эдвард. Кампания 1756 года в Америке завершилась.
Положение в колониях было тяжёлым, британское командование не могло наладить отношения с властями провинций, а сам Лоудон, по выражению историка Джона Фортескью, был «некомпетентным человеком, назначенным некомпетентной администрацией». Падение форта Осуиго стало ещё одним ударом для правительства после утраты Менорки, а в это время в Индии Британия потеряла Калькутту, хотя об этом ещё не было известно в Англии. В то же время в Европе сложился союз между Францией, Австрией, Саксонией и Россией, и началась Семилетняя война: 28 августа Фридрих II вступил в Саксонию. Это означало, что он не сможет далее защищать от французов британский Ганновер.
Британия всё еще имела преимущество в виде большого флота: весной 1756 года он насчитывал 160 больших кораблей, из которых 100 были линейные с 50—100 орудиями на борту, а ещё около 60-ти были фрегатами с 32-40 орудиями. Французы имели всего 60 линейных кораблей и 13 фрегатов. Но Франция собиралась увеличить флот ещё на 15 судов, и это могло стать проблемой для британского флота. Вместе с тем Франция не рассчитывала на морские победы. Её стратегия состояла в том, чтобы перебрасывать подкрепления в Америку (пользуясь быстроходностью флота) и в то же время угрожать Британии вторжением с континента. Соответственно, весной морской министр Франции отправил три флота с дополнительными войсками: два на Карибы и один в Канаду.

### Кампания 1757 года
Неудачи кампании 1756 года и особенно утрата Менорки привела к отставке министерства Ньюкасла и формированию правительства Питта-Девоншира. 2 декабря парламент собрался на сессию, и Уильям Питт предложил отправить в Америку дополнительно семь пехотных полков (1-й, 17-й, 27-й, 28-й, 43-й, 46-й и 55-й). Однако, в марте 1757 года французская армия перешла Рейн, и король решил сместить Питта, но не смог сформировать новое правительство, в результате чего несколько месяцев Британия жила без правительства, пока в конце июля 1757 года к власти не вернулось правительство Питта. Это событие считается поворотным моментом всей войны, но политическая борьба отняла много времени. В Америке лорд Лоудон ждал инструкций. Питт считал, что первым делом необходимо захватить Луисбург, и именно для этого направил в Америку семь новых полков, но они прибыли в Галифакс только в июле. Лоудон отвёл все свои войска с фронтира в Нью-Йорк, а оттуда в Галифакс для экспедиции против Луисбурга, но вскоре пришли известия, что в гавани Луисбурга стоит большая французская эскадра, а гарнизон увеличен до 7000 человек. Экспедицию пришлось отменить, а войска вернули в Нью-Йорк.
Обнаружив, что британские войска отведены с фронтира, Монкальм решил воспользоваться этим шансом. В конце июля 8 000 французов, канадцев и индейцев собрались у форта Тикондерога. 31 июля они подошли к форту Уильям Генри, а 3 августа Монкальм начал осаду форта Уильям-Генри. Гарнизон форта насчитывал 2200 человек под командованием Джорджа Монро. Неподалёку в форте Эдвард полковник Уэбб собрал 4000 человек, но не решался выступить на деблокаду форта. 9 августа форт сдался. По условиям договора Монкальм отправил пленных в форт Эдвард под охраной, но по пути индейцы напали на британцев и убили 80 человек.
Когда Питт снова принял дела, у него уже не оставалось времени на планирование операций в 1757 году. Кампания 1757 года завершилась неудачами на всех фронтах. Общественность негодовала, король был недоволен своими генералами, но Питт не стал принимать жёстких мер, а только повысил полковника Вульфа до бригадного генерала и перевёл его в Америку.

### Кампания 1758 года
1 декабря 1757 года собралась сессия парламента, на которой король выступил с речью, призвав энергичнее вести войну в Америке «и иных местах». 7 декабря был предоставлен отчёт о численности британской армии, из которого следовало, что она насчитывает 86 500 человек, из которых 30 000 служили в Гибралтаре и колониях. Самым важным театром войны премьер-министр Уильям Питт Старший считал американский. Его план кампании на 1758 год предполагал наступление тремя армиями: генерал Амхерст должен был осадить и захватить Луисбург; генерал Эберкромби должен был наступать на Краун-Пойнт, а оттуда на Монреаль и Квебек; третья же армия численностью 7000 человек под командованием полковника Джона Форбса (которому присвоили звание бригадного генерала) должна была взять форт Дюкен в долине Огайо. Для этих операций предполагалось впятеро увеличить количество колониальных войск (набираемых в американских колониях), но Питт принял решение оплатить палатки, продовольствие и оружие, так что колонии оплачивали только одежду и жалованье.
В целом для осуществления своих планов Питт задействовал 20 000 регулярных войск и 22 000 колониальных. Британия впервые использовала такую крупную армию в колониях. 

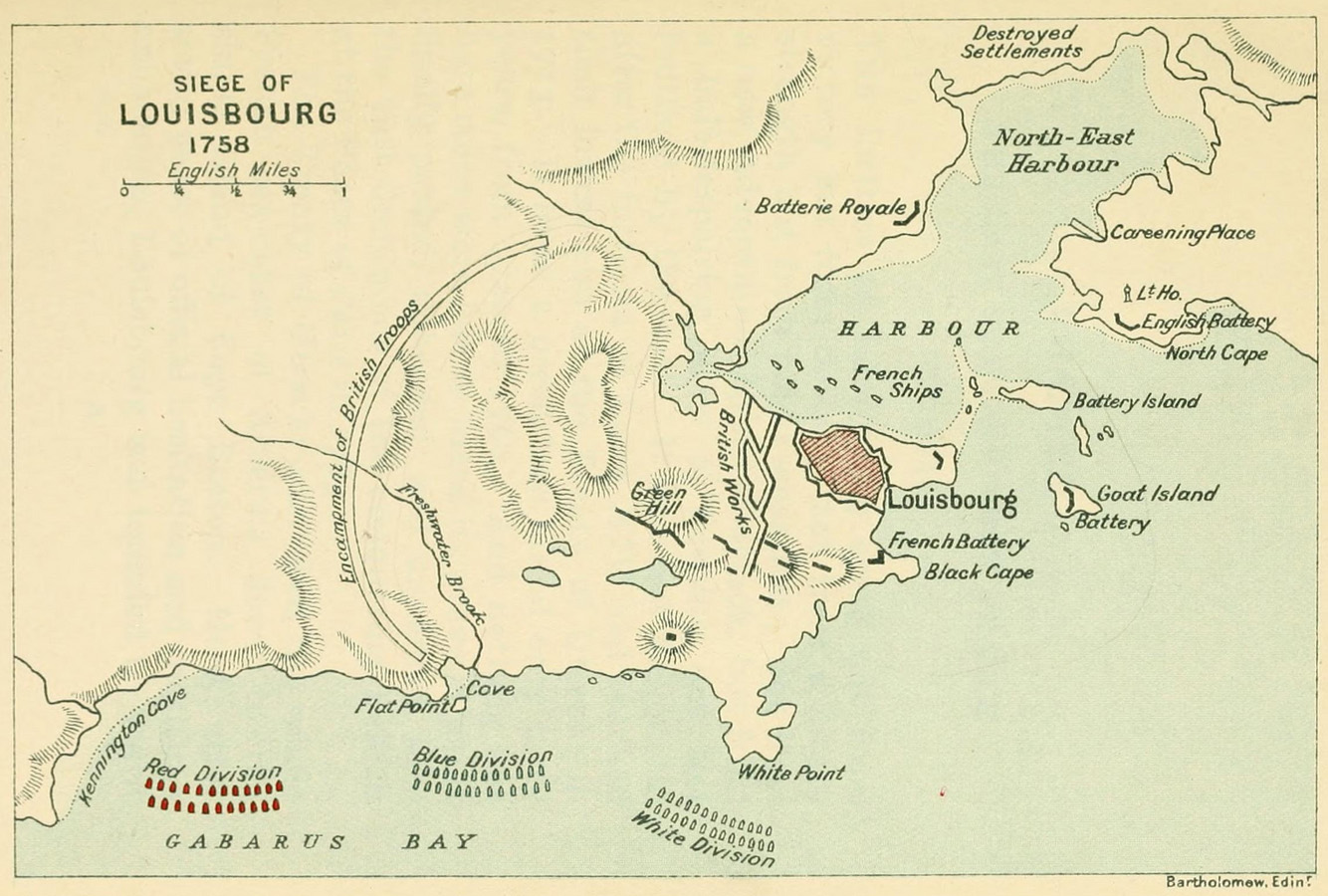
Осада Луисбурга

19 февраля 1758 года флот адмирала Боскауэна численностью в 23 линейных корабля отбыл в Америку с конвоем. Питт надеялся, что осада Луисбурга начнётся 20 апреля, но флот прибыл в Галифакс только 9 мая. Там он до 28 мая ждал прибытия генерала Амхерста, но не дождался и вышел в море, где почти сразу же встретил HMS Dublin, на котором плыл генерал. Флот, имея 11 000 человек на борту, отправился к Луисбургу и 2 июня прибыл в залив Габарус. Туман и шторм задержали десант на пять дней, поэтому Осада Луисбурга началась только 8 июня. Через несколько дней были построены осадные батареи, после чего началась бомбардировка укреплений, которая длилась три недели. 26 июля было уничтожено последнее орудие на укреплениях и пробита брешь в стенах. 27 июня крепость сдалась. Потери осаждающих были невелики, не более 500 человек. 5600 французов попало в плен вместе с 200 орудиями и большими запасами боеприпасов. Амхерст предложил Боскауэну двигаться дальше к Квебеку, но тот не решился. Таким образом, оборона Луисбурга не дала Амхерсту возможности поддержать наступление Эберкромби на Квебек. Амхерст оставил в крепости четыре полка, и отправил отряды Монктона и Вольфа для подчинения окрестностей Луисбурга. 14 сентября Амхерст вернулся в Бостон.
Наступление генерала Эберкромби на форт Тикондерога начиналось в идеальных условиях. Французское командование поручило оборону этого направления генералу маркизу де Монкальму, который оказался в Тикондероге с отрядом в 4000 человек. У Эберкромби было 7000 регулярных войск и 9000 колониальных, и казалось, что он легко разобьёт слабого противника, находящегося на изолированной позиции. К концу июня 1758 года вся армия Эберкромби с обозами была сконцентрирована у озера Джордж. 5 июля армия погрузилась на суда и 6 июля высадилась на берег около форта Тикондерога. Армия начала наступать к форту через густые заросли и в это время колонна лорда Хау столкнулась в небольшим французским отрядом. Началась перестрелка, в ходе которой французы отступили, но лорд Хау получил смертельное ранение. Его гибель сильно деморализовала всю армию. Эберкромби отступил, привёл армию в порядок и 7 июля снова приблизился к форту. Монкальм построил свой отряд численностью 3600 человек, прикрыв фронт засеками. У него было продовольствия всего на восемь дней, так что Эберкромби мог легко принудить его к капитуляции, просто перерезав коммуникацию, но Эберкромби опасался, что в форт прибудут подкрепления, а разведка уверила его, что позицию Монкальма можно взять фронтальной атакой.
В полдень 8 июля началось сражение за форт, известное как Битва при Карильоне. Эберкромби рассчитывал атаковать позицию штыковой атакой, но его армия попала под плотный мушкетный и артиллерийский огонь, остановилась, и начала вести огонь в ответ. Первая атака была отбита, но Эберкромби велел начать новую. Несколько раз британская пехота бросалась на штурм, но всякий раз отступала с тяжёлыми потерями. Те солдаты, что видели сражение при Фонтенуа, утверждали, что это были детские игры в сравнении с боем у Тикондероги. Бой длился пять часов и завершился в 18:00. Был дан сигнал на отступление, но оно превратилось в паническое бегство. В бою было потеряно 334 человека колониальных войск и 1600 регулярных. Французы потеряли всего 350 человек. Эберкромби отступил в лагерь на берегу озера Джордж и простоял там до августа. В конце августа он отправил генерала Бредстрита с небольшим отрядом к форту Фронтенак: форт был взял 27 августа. Его падение отрезало от баз французский гарнизон в форте Дюкен. Этот успех воодушевил Эберкромби и 8 сентября он предложил Амхерсту совместными силами повторить атаку форта Тикондерога, но тот смог прибыть только в октябре, когда погода уже не позволила совершить задуманное. Армию отвели на зимние квартиры.
Генерал Форбс прибыл в Филадельфию в апреле 1758 года, но не смог начать наступление весной, поскольку регулярные части ещё не прибыли в Пенсильванию, а колониальные даже не были набраны. Только в конце июня его армия была сконцентрирована и готова к наступлению на форт Дюкен. Форбс мог идти по старой дороге, которой следовала экспедиция Брэддока в 1755 году, а мог выбрать новую, более короткую. Джордж Вашингтон, который командовал вирджинским полком в армии Форбса, рекомендовал старую, но Форбс в итоге предпочёл новую. Он решил не повторять ошибок Брэддока и не брать с собой большой обоз, а наступать медленно, сооружая форты со складами через каждые 40 миль. Его поход, известный как Экспедиция Форбса, начался в июле, но Форбс сразу же тяжело заболел и был вынужден отложить наступление на сентябрь, а меж тем его армия занялась строительством дороги через Аллегенские горы.
14 сентября небольшой отряд под командованием майора Гранта приблизился к форту Дюкен, чтобы разведать обстановку, но французы под руководством Франсуа-Мари Ле Маршана де Линьери атаковали его и обратили в бегство в сражении у форта Дюкен. Сам Грант попал в плен. Это событие едва не сорвало всю экспедицию. В том же месяце начались дожди, которые в октябре перешли в снегопады, у Форбса стало заканчиваться продовольствие, и он был готов отменить поход, но в это время стало известно, что из-за потери форта Фронтенак французы потеряли связь с тылами и распустили часть гарнизона. 18 ноября Форбс выступил к форту налегке лишь с частью своей армии. 24 ноября французский командующий приказал взорвать форт и отступить в форт Венанго. 25 ноября отряд Форбса без боя занял руины форта Дюкен, построил временные укрепления и переименовал крепость в Форт Питт в честь премьер-министра. Захват форта лишил французов почти половины их индейских союзников и обезопасил западную границу Пенсильвании и Мэриленда.
Так завершилась кампания 1758 года. Французы проиграли на обоих флангах, под Луисбургом и в Огайо, но удержали центр, так что планы Уильяма Питта удалось реализовать только на две трети. В конце ноября парламент собрался на сессию и король поздравил его с победами при Луисбурге, при форте Фронтенак и в Сенегале. Планируя кампанию на 1759 год, Питт снова решил сосредоточить основные усилия на Канаде. На этот раз задача была проще: предполагалось наступать двумя армиями на Квебек.

### Кампания 1759 года

#### Падение Квебека
Экспедицию на Квебек возглавил молодой генерал Джеймс Вольф. В середине февраля 1759 года он отбыл из Англии на корабле HMS Neptune в составе флота адмиралов Сондерса, Холмса и Дюрелла. Он не смог высадиться в Луисбурге из-за льдов, поэтому прибыл в Галифакс. Только в мае армия и флот были сконцентрированы в Луисбурге. Вольф ожидал 12 000 человек, но получил несколько меньше: полки с Гваделупы ещё не прибыли, а гарнизоны Новой Шотландии сократились за зиму из-за болезней. Вольф разделил свою армию на три бригады (по три полка в бригаде) под командованием Монктона, Таунсенда и Мюррея. Гренадеров и лёгкую пехоту свели в отдельные корпуса. 6 июня армия погрузилась на корабли и отплыла к Квебеку.
Оборона Квебека была поручена генералу Монкальму, которому удалось собрать пять полков регуляров и ополченцев и около 1000 индейцев. Он укрепил высокие берега реки Святого Лаврентия и сам город, а армию разместил на равнине перед укреплениями города. Британский флот появился 21 июня, а 26 июня высадился на сушу неподалёку от города. Бригада Монктона заняла южные берег реки напротив укреплений города, установила батарею и 12 июля приступила к обстрелу города. Между тем 8 июля бригады Таунсенда и Мюррея высадились на северном берегу реки, к востоку от Квебека. Но Вольф не знал, как поступить дальше, и британское наступление на время приостановилось.

Битва на равнине Авраама

Время уходило, близилась зима, и Вульф решил рискнуть и атаковать французов с фронта, несмотря на их сильную позицию. 31 июля он атаковал французские редуты к востоку от Квебека на реке Монморенси, но в сражении при Монморенси был отбит с большими потерями. Тогда он решил атаковать город с запада и постепенно провёл вверх по реке несколько транспортных судов. 3 сентября британские войска покинули лагерь к востоку от города, а ночью 13 сентября высадили десант на северном берегу реки. К восходу солнца 4500 человек и сам Вульф успели переправиться через реку. Теперь перед армией Вольфа находилась так называемая равнина Авраама шириной около мили, на которой стояла армия Монкальма, а отряд генерала Бугенвиля находился где-то в тылу Вольфа. Монкальм мог бы дождаться прибытия Бугенвиля или измотать противника ночью индейскими нападениями, но он решил немедленно атаковать.
Битва при Квебеке, известная так же как Сражение на равнине Авраама, началась 13 сентября вскоре после полудня. Французская пехота начала сближаться с британской, но та ответила первым залпом только с расстояния в 35 метров. После второго залпа британцы бросились в штыковую атаку, и Вульф сам повёл в бой 28-й пехотный полк. Во время наступления он получил уже третье ранение  и был вынесен с поля боя, но французская армия была обращена в бегство. Сам Монкальм был ранен при отступлении, успел уйти в город и там умер в доме врача. Командование британской армией между тем принял генерал Таунсенд, который узнал, что отряд Бугенвиля угрожает его тылу, но вскоре два полка заставили Бугенвиля отступить. За весь день британская армия потеряла примерно 630 человек. Французская армия была полностью деморализована и покинула Квебек в 21:00. 17 сентября город сдался. 18 сентября британская армия вошла в Квебек и приступила к его восстановлению.

#### Падение форта Ниагара

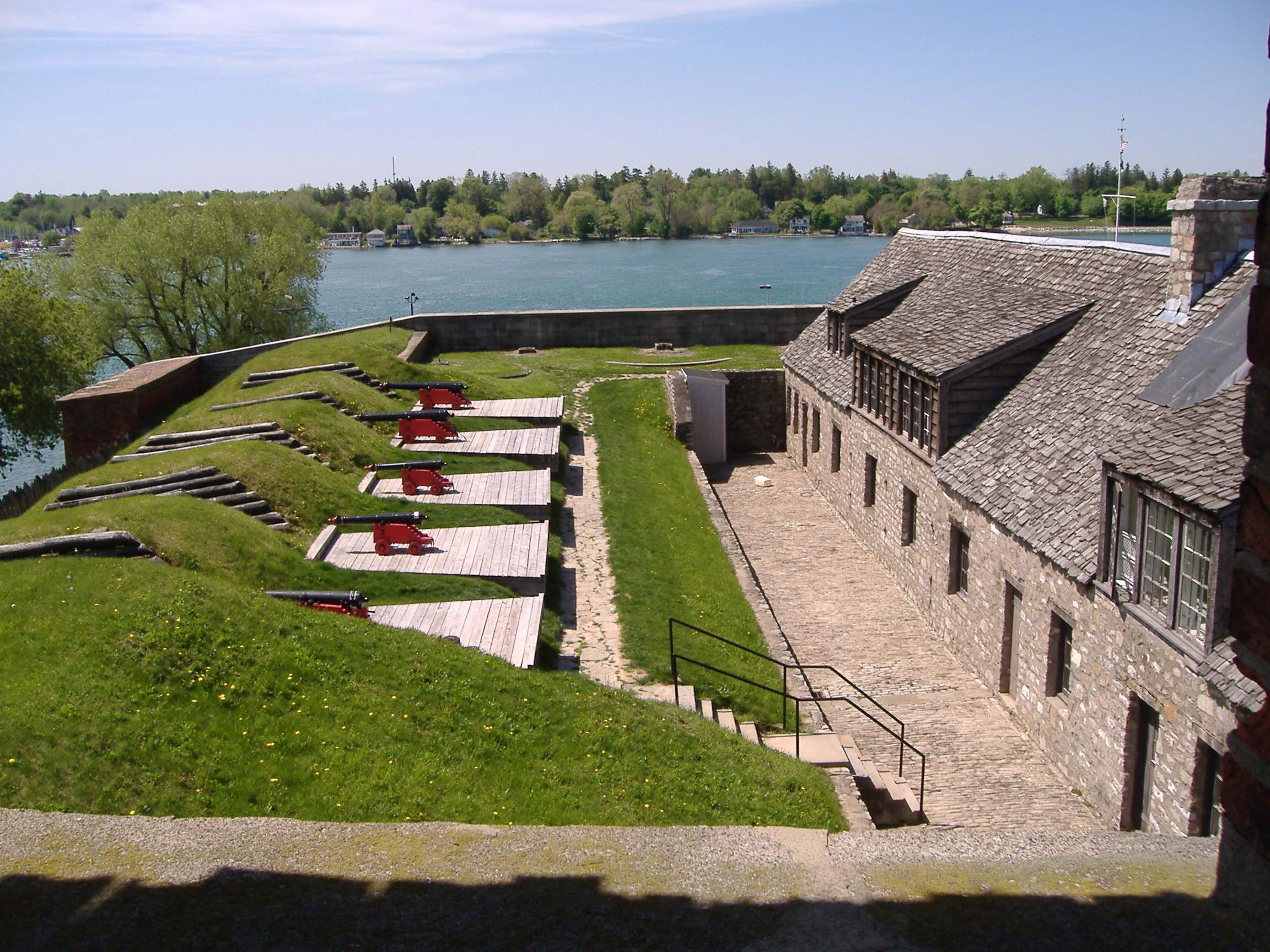
Форт Ниагара

Планы Питта предполагали, что генерал Амхерст будет наступать с юга на форт Тикондерога, но генерал решил заодно захватить форт Ниагара. Для этой цели было выделено 5000 человек под командованием бригадного генерала Джона Придо. Одновременно отряд генерала Стенвикса должен был атаковать французские форты на озере Эри, а затем присоединиться к Придо у Ниагары. 15 июня Придо выступил из Скенектади, прибыл в форт Осуиго, где оставил почти половину своего отряда, а остальными силами осадил форт Ниагара, который обороняли примерно 600 человек. Во время обстрела крепости один из снарядов случайно разорвался и убил самого Придо, но при армии находился Уильям Джонсон, который принял командование и продолжил осаду. Франко-индейский отряд, численностью 1300 человек отправился на помощь форту, но Джонсон атаковал их частью своих сил и разбил в сражении при Ла-Бель-Фамиле 24 июля. 26 июля форт Ниагара сдался. В результате этой победы всё Верхнее Огайо оказалось под контролем Британии, а французские посты на Западе оказались отрезаны от баз.

#### Падение Тикондероги
Падение Ниагары позволило Амхерсту начать наступление на Тикондерогу. К концу июня его армия стояла на берегу озера Джордж и насчитывала 5000 колониальных войск и 6500 регулярных. Регулярные части состояли из бригады Фостера (27-й и 50-й полки) и бригады Гранта (17-й и 42-й полки). 21 июля эта армия погрузилась на суда, утром 22 июля вышла на берег около озера Шамплейн и двинулась к форту Тикондерога по маршруту прежнего наступления Эберкромби. Французский командующий Бурламак отвёл весь свой отряд, 3500 человек, в форт, а Амхерст приступил к правильной осаде форта. Ночью 26 июля французы покинули форт и взорвали его укрепления, хотя серьёзно пострадал только один бастион. Амхерст быстро восстановил укрепления и стал готовиться к наступлению на Краун-Пойнт, но 1 августа узнал, что противник оставил это укрепление. При этому у французов на озере Шамплейн было четыре корабля, и для наступления по озеру Амхерсту пришлось тоже строить флот. Но флот был достроен только к середине октября, когда начались холода. Наступление Амхерста первоначально вызвало тревогу в Квебеке, но так как он бездействовал весь август, то стало очевидно, что с юга Квебеку и Монреалю ничего не угрожает.

### Кампания 1760 года

#### Осада Квебека

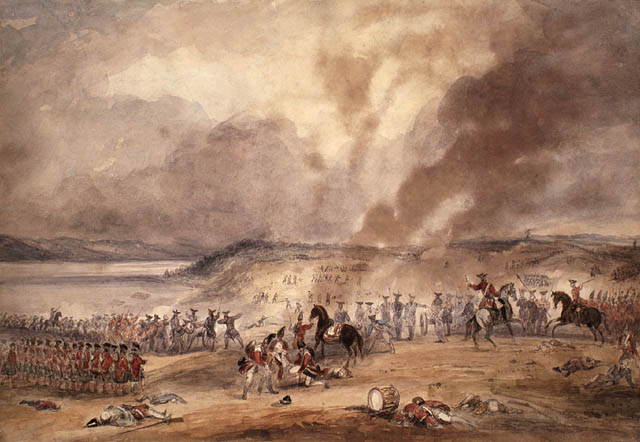
Сражение при Сен-Фуа

После взятия Квебека в городе был оставлен гарнизон под командованием генерала Мюррея, и этот гарнизон простоял в городе всю зиму, сильно страдая от холодов. Генерал Франсуа де Леви, принявший командование французскими войсками после смерти Монкальма, внимательно следил за состоянием Квебека и собирал войска, чтобы отбить город. К середине апреля 1760 года он узнал, что почти половина гарнизона выбыла из строя по болезни: в реальности у Мюррея оставалось примерно 3000 боеспособных солдат. 21 апреля Леви с отрядом в 7000 человек выступил к Квебеку. 26 апреля они подошли к передовым британским постам, которые отступили в местечко Сент-Фуа. Узнав об этом от случайного пленного, Мюррей пришёл в Сен-Фуа с половиной своего гарнизона, чтобы помочь отступающим постам, и занял сильную оборонительную позицию. К вечеру он отступил в Квебек, но решил, что не сможет выдержать осаду, поэтому 28 апреля вышел из города и атаковал французов: началось сражение при Сент-Фуа. Мюррей удачно начал атаку, но французы перегруппировались и нанесли контрудар, потеснив фланги Мюррея. Он приказал отступать в Квебек. За два часа боя Мюррей потерял около 1000 человек, треть своей армии. Французы потеряли около 800 человек.
29 апреля началась осада Квебека. Мюррей сумел привести в порядок свои войска и усовершенствовать укрепления города. 16 мая к городу подошли два британских корабля, которые обстреляли и затопили несколько французских кораблей вместе с запасами продовольствия. В тот же день Леви снял осаду и отступил, бросив 40 орудий.

#### Монреальская кампания
Весной 1760 года генерал Амхерст начал планировать последнюю решительную кампанию против французов. Он решил наступать на Монреаль с востока, юга и запада. Отряд Мюррея должен был наступать вверх по реке Святого Лаврентия на Монреаль, отряд генерала Хеливанда должен был наступать на север по озеру Шамплейн, а сам Амхерст намеревался двигаться к Монреалю с запада, через озеро Онтарио. Это был сложный план: армии должны были выступить из трёх удалённых друг от друга точек, двигаться без связи друг с другом и одновременно встретиться в одном месте. Мюррей начал наступление первым. 14 июля он выступил с отрядом в 2200 человек, оставив 1700 человек в Квебеке, погрузился на суда, прошёл мимо позиций французской армии на берегах реки и встал лагерем неподалёку от Монреаля. Хевиланд между тем выступил в середине августа с отрядом в 3400 человек, атаковал генерала Бугенвиля на острове Иль-о-Нуа, отрезал его от тыла и заставил отступить. После этого ему удалось установить связь с Мюрреем и оба стали ждать колонну Амхерста.

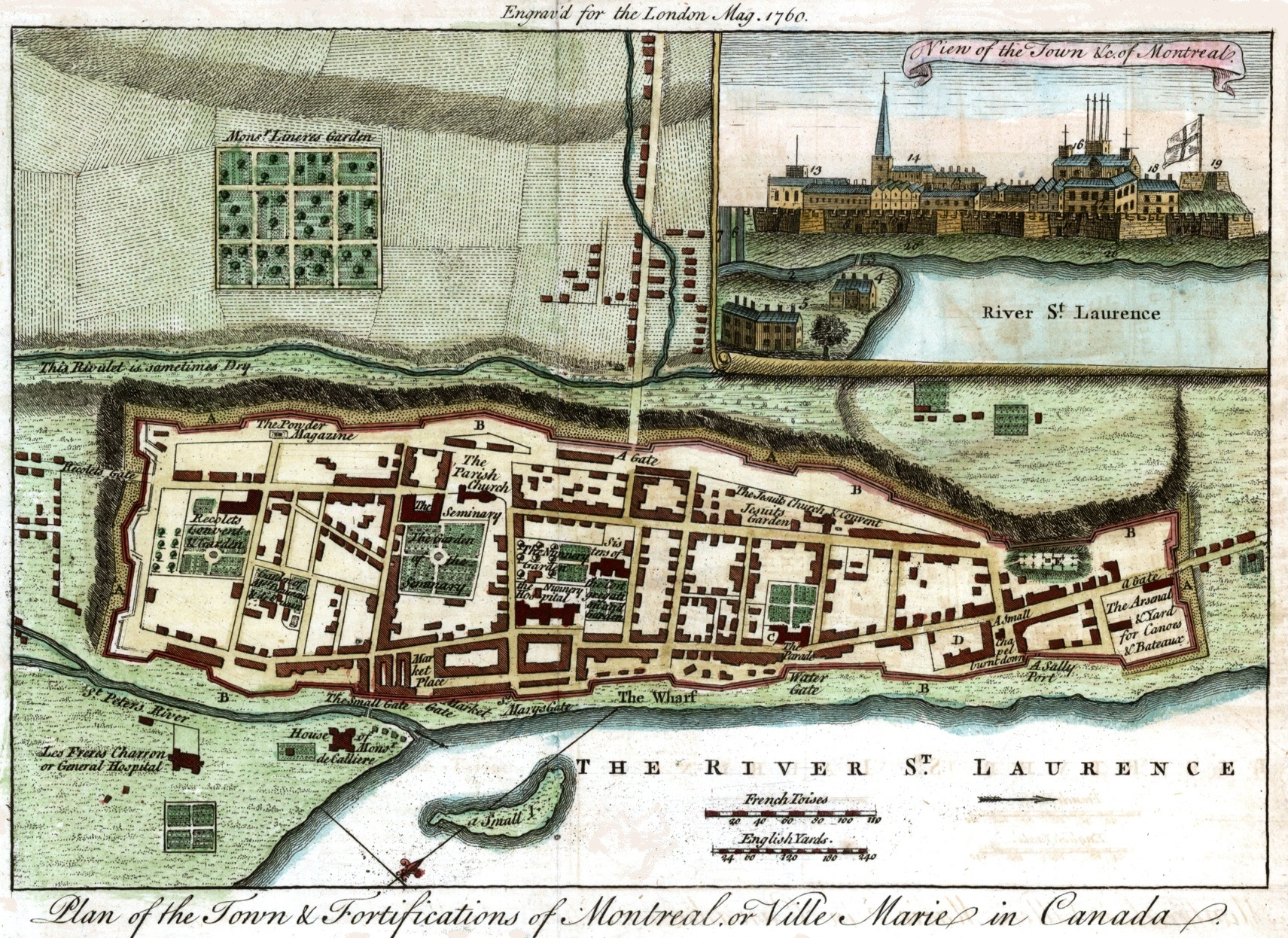
Монреаль в 1760 году.

Амхерст прибыл в форт Осуиго 9 июля, но только к началу августа все его полки были сконцентрированы. В его распоряжении было 6000 регуляров, 4500 провинциальных войск и 700 индейцев. 10 августа армию погрузили на корабли и 15 августа она подошла к укреплению Ла-Галетт на месте современного Огденсберга. Здесь произошло столкновение, известное как Сражение у тысячи островов. В ходе боёв удалось затопить французский бриг и после трёх дней обстрела взять форт Леви. 31 августа флот Амхерста начал проход через пороги реки Святого Лаврентия. Бои за форт Леви несколько задержали наступление, но всё же 5 сентября Амхерст подошёл к Монреалю и встал лагерем с восточной стороны от города. 8 сентября подошла колонна Хевиланда.
У французских командиров Бугенвиля и Бурдамака дезертировали все ополченцы, и даже среди регулярных войск началось дезертирство. Для обороны Монреаля нашлось всего 2500 человек, деморализованных поражениями. Монреаль окружило 17 000 человек, а его укрепления были рассчитаны в основном на оборону против индейцев. Губернатор созвал совет, на котором сопротивление было признано бессмысленным, в результате было решено капитулировать. 7 сентября Бугенвиль доставил Амхерсту условия капитуляции. Французы желали покинуть город вооружёнными, но Амхерст настоял на том, чтобы они оставили оружие и дали слово не принимать участия в последующих боевых действиях. 8 сентября капитуляция была подписана и с этого момента Канада полностью перешла в руки Великобритании.
Существует легенда, что король Франции узнал о потере Канады в тот момент, когда беседовал с Вольтером. «В конце концов, сир, что мы потеряли, — спросил Вольтер, — несколько акров снега?».

#### Война с индейцами чероки
На севере континента британцам в 1760 году сопутствовала удача, но на юге в том году начались проблемы с индейцами. Британцы старались поддерживать хорошие отношения с индейцами чероки, чтобы иметь буферную зону между своими колониями и Французской Луизианой, а некоторые племена чероки участвовали в боях с французами. В 1758 году один отряд индейцев отправился на соединение с армией Форбса для похода на форт Дюкен, но не успел принять участия в походе и вернулся. Южнокаролинские ополченцы приняли их за врагов и напали на них. Чероки отправились в Чарльстон для переговоров, но губернатор Литтлтон захватил всю делегацию в плен и прекратил раздачу подарков. Вскоре он был переведён на Ямайку, а губернатором Южной Каролины стал Уильям Булл. 16 февраля 1760 года чероки окружили форт Принс-Джордж и убили его командира, а гарнизон в ответ казнил заложников. Индейцы начали войну по всему фронтиру, и Южная Каролина запросила помощи у генерала Амхерста.
Амхерст отправил в Чарльстон 1-й и 77-й шотландские полки под командованием полковника Арчибальда Монтгомери, при которым вторым по званию состоял Джеймс Грант, освобождённый из плена в форте Дюкен. Монтгомери снял осаду форта Девяностошестой и направился в форту Принс-Джордж, разрушая по пути индейские селения. Из форта Принс-Джордж он хотел наступать далее вглубь индейской территории к форту Лоудон, но местность была настолько сложной, что он отменил поход и вернулся в Чарльстон, не решив основных задач. В форте Лоудон индейцы окружили 200 ополченцев капитана Демере, а спасательная экспедиция из Вирджинии не смогла пробиться к форту, поэтому 8 августа Демере сдался. Гарнизону разрешили уйти в форт Принс-Джордж, но при отходе индейцы напали на них и перебили почти всех.
Боевые действия затянулись до конца 1760 года и начала 1761 года. Южная Каролина запросила помощи, и Амхерст отправил 1200 регуляров под командованием Джеймса Гранта. Собрав 2800 регулярных войск, Грант пришёл в форт Принс-Эдвард, где обстановка в целом была спокойной, но Амхерст приказал отомстить за избиение гарнизона форта Лоудон, поэтому Грант отправился на север от форта, разбил индейцев 10 июня 1761 года в сражении при Эчой и разрушил 15 индейских деревень. Подобное разорение региону причинит в будущем только марш Шермана в 1864 году. Так как французы не оказывали помощи, чероки запросили мира. В ходе переговоров спорные вопросы были решены, и торговля возобновилась.

### Боевые действия 1761—1763 годов
Боевые действия в Северной Америке в основном завершились в 1760 году, но на следующий год в войну на стороне Франции вступила Испания и началась Англо-испанская война. В июне 1761 года Британия набрала два новых полка (101-й и 102-й), а в конце года ещё 13 (103-115). Теперь британская армия насчитывала 150 000 человек, а с учётом немецких наёмников её численность составляла 250 000. После капитуляции Монреаля держать большую армия в Канаде уже не имело смысла, поэтому в январе 1761 года Питт велел Амхерсту перебросить часть войск на Карибы для захвата Доминики и Мартиники. 3 июня они прибыли на Гваделупу, а через несколько дней высадилась на Доминике и заставила французов капитулировать. После этого боевые действия на время приостановились, но 5 января 1762 года генерал Монктон с отрядом в 8000 человек высадился на Мартинике. К 12 февраля завоевание Мартиники было завершено. После этого Монктон отправил флот на Сент-Лусию, Гранаду и Сент-Винсент, и захватил все острова без сопротивления. Он собирался начать экспедицию против Тобаго, но получил приказ отправить войска для войны против Кубы.

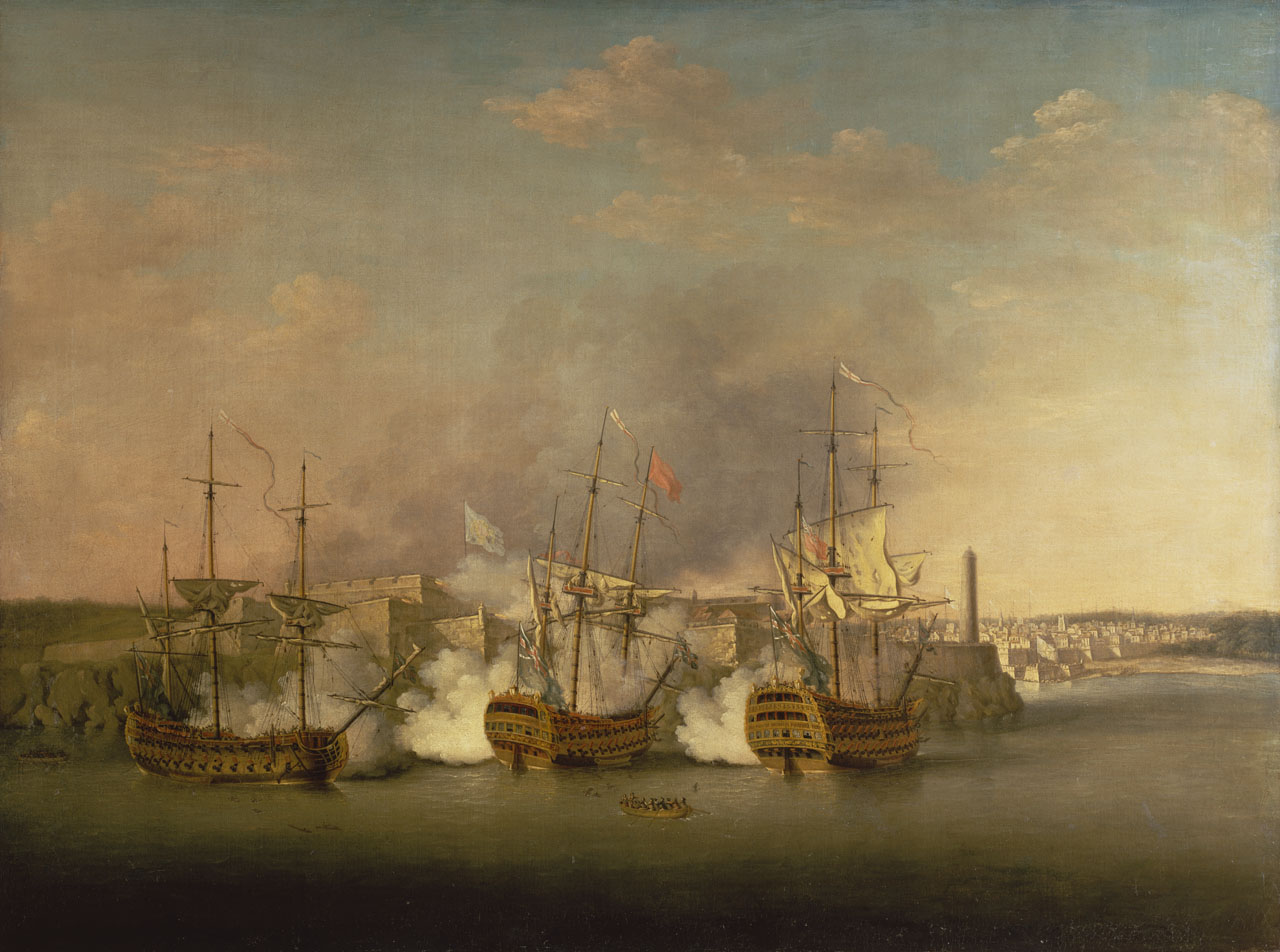
Обстрел форта Эль-Моро

В начале 1762 года лорд Албемарл был назначен главнокомандующим экспедиции на Кубу; 20 апреля он прибыл на Барбадос, принял у Монктона остатки его армии, и получив таким образом армию в 12 000 человек, 6 июня подошёл к Гаване и приступил к осаде этого города. Гавань Гаваны прикрывал форт Моро, и почти месяц ушел у Албемарла на осадные работы. Только в начале июля началась бомбардировка, и к 15 июля артиллерия форта была подавлена. 30 июля форт Моро был взят штурмом без больших потерь. 10 августа начались переговоры и Гавана капитулировала на почётных условиях. Между тем Франция воспользовалась уходом британских войск из Канады, собрала отряд в 1500 человек и напала на Ньюфаундленд. Небольшой британский гарнизон сдался. Амхерст собрал отряд, передал его своему брату Уильяму Амхерсту и поручил его вернуть территорию. 12 сентября отряд Уильяма Амхерста внезапно атаковал французов и разбил их в сражении при Сигнал-Хилл. Французский отряд сдался. Это сражение стало последним сражением Семилетней войны на Американском континенте.

### Парижский мирный договор
Британии удалось победить на всех фронтах, но Уильям Питт полагал, что договариваться о мире будет столь же сложно, как и воевать. Того же мнения придерживался французский военный министр герцог де Шуазёль, который стал думать о мире с того момента, как занял пост министра в 1758 году. Он решил вывести Францию из войны с минимальными потерями, однако Уильям Питт желал нанести Франции максимальный возможный урон. Обстоятельства складывались в его пользу: 5 января 1762 года умерла императрица Елизавета I, и Россия вышла из войны, чем дала Пруссии шанс на успешные боевые действия против Франции. Но продолжение войны могло настроить против Британии европейские государства, поэтому король решил отправить Питта в отставку, несмотря на его растущую популярность. В мае 1762 года премьер-министром Британии стал лорд Бьют, сторонник заключения мира.
В сентябре 1762 года лорд Бедфорд отправился во Францию на переговоры. 3 ноября были согласованы предварительные условия перемирия, а через несколько дней Людовик XV начал секретные переговоры о передаче Луизианы Испании (Договор в Фонтенбло). 10 февраля 1763 года Британия, Франция и Испания подписали Парижский мирный договор. Через несколько дней Пруссия, Австрия и Саксония подписали Губертусбургский мир, восстановив в Европе Status quo ante bellum.
По условиям договора Британия получала Канаду, но возвращала Франции остров Гваделупа. Это решение вызвало жаркие споры в парламенте, поскольку Канада продавала товаров на 14 000 фунтов в год, а Гваделупа производила сахара на шесть миллионов фунтов в год. Но сторонники этого решения утверждали, что война шла за изгнание французов из Америки, и если оставить им Канаду, то это рано или поздно приведёт к новой войне. В итоге безопасность американских колоний оказалась для Британии важнее доходов от карибского сахара. Франции вернули Гваделупу, Мартинику и остров Сент-Люсия, а так же острова Сен-Пьер и Микелон и подтвердили права на рыбную ловлю в зоне Большой Ньюфаундлендской банки, где тогда вылавливали много трески. Уильям Питт был недоволен такими условиями и прочитал в парламенте трёхчасовую речь, в которой назвал договор предательством всего того, над чем он работал. Он утверждал, что вернув Франции карибские острова и ньюфаундленские рыбные промыслы Британия дала Франции шанс восстановить силы и снова стать опасным противником. Недовольство договором вызвало даже уличные беспорядки в Лондоне. Однако, лондонские коммерсанты поддержали договор и Палата общин одобрила его 319-ю голосами за при 65-ти против.

## Итоги войны
Территориальные приобретения Британии были огромны: она получила всю Канаду, все французские земли к востоку от Миссисипи, Флориду, Гренаду, Сент-Винсент, Доминику и Тобаго, вернула Менорку, добилась доминирования в навабстве Бенгалия и получила Сенегал. Журнал «The Annual Register» в 1763 году писал, что построение американской империи завершено, и она имеет самые лучшие границы из всех возможных. Теперь надо было каким-то образом сделать доходной эту огромную, заселённую индейцами территорию, но никто не мог уверенно сказать, как будет выглядеть эта империя и как она будет управляться. Британский историк Линда Колли писала, что англичане слишком быстро получили слишком много власти над слишком большим количеством людей. Об этом же говорил лорд Бедфорд, который считал, что Британия стала слишком велика. Присоединение Канады он считал ошибкой. Присутствие французов в Канаде создавало опасность для американских колоний и тем делало их более зависимыми от метрополии. Теперь же эта зависимость будет слабеть.

### Миграции населения
Завершение войны и заключение парижского мира привело к крупным миграциям населения на Американском континенте. По условиям договора испанским подданным Восточной Флориды было разрешено покинуть Флориду и они все, около 3000 человек, переселились на Кубу, забрав с собой всё имущество. Население Западной Флориды, 3622 человека, покинуло её 3 сентября и переселилось в Веракрус. Британское правительство приложило большие усилия к заселению опустевшей Западной Флориды, и уже к 1765 году её населяло 1473 человека, а ещё за 10 лет население утроилось. Но уже в 1783 году Британия вернула Флориду Испании, и английское население покинуло полуостров.
Ещё в самом начале войны британское правительство решило, что франкоязычные акадийцы представляют угрозу для Британии, поэтому все они, численностью 6000 человек, были выселены в другие британские колонии и Англию. Около 3000 акадийцев в итоге оказались во Франции. Оставленные ими земли были заселены фермерами из Новой Англии (переехало около 7000 человек). К 1763 году около 13 000 акадийцев были разбросаны по всем британским колониям. Впоследствии Франция пыталась использовать акадийцев для колонизации Гайаны и Фолклендских островов. Многие акадийцы переселились в Испанскую Луизиану, где их охотно приняли, рассчитывая на их антианглийские настроения. Миграция акадийцев оказала сильное влияние на культуру населения Луизианы.
Война породила и более мелкие миграции: шотландцы и ирландские шотландцы стали мигрировать из Пенсильвании на восток и запад, а французские поселенцы стали перемещаться за Миссисипи. Эти переселения вызывали ответные миграции многочисленных индейских племён. Таким образом, война изменила не только политическую, но и этническую карту континента.

### Восстание Понтиака
Весной 1763 года французы покинули форты на индейских землях, и на их место пришли британские военные. Их отношение к индейцам отличалось от того, что было при французах. Британцы, в частности, не стали раздавать индейцам регулярные подарки, как это было принято у французов. Губернатор форта Детройт писал начальству, что разумно было бы хоть на время сохранить французские традиции. Уильям Джонсон говорил то же самое генералу Амхерсту, но тот ответил, что не видит смысла в такой политике. Он утверждал, что за плохое поведение человека любой расы надо наказывать, а не подкупать. Британская политика вызвала недовольство индейцев, в частности, одного из вождей — Понтиака. Весной он собрал несколько индейских племён, призвал их к сопротивлению, и пообещал, что французы придут им на помощь. 7 мая он сделал попытку захватить форт Детройт, но попытка сорвалась. Тогда Понтиак взял форт в осаду.
Восстание стремительно распространилось по всему западу. Индейцам удалось захватить все укрепления, кроме фортов Детройт, Питт и Ниагара. Генерал Амхерст оказался не готов к такому развитию событий. Ему требовалось время, чтобы собрать войска. Он даже предложил полковнику Анри Буке попробовать заразить индейцев оспой. 5 августа 1763 года Буке разбил индейцев в сражении при Буши-Ран и снял осаду форта Питт. В ноябре Амхерст покинул Америку, а его место занял генерал Томас Гейдж. Он начал наступление на индейцев отрядами Буке и Бредстрита. Восстание быстро угасло, и индейские племена одно за другим заключили мирные договоры с англичанами. В июле 1766 война завершилась переговорами в форта Осуиго, но запад оставался неспокойным. В 1769 году Понтиак был убит индейцем племени пеория и беспорядки утихли. Договором в форте Осуиго фактически завершилось завоевание британцами Американского континента.

### Декларация 1763 года

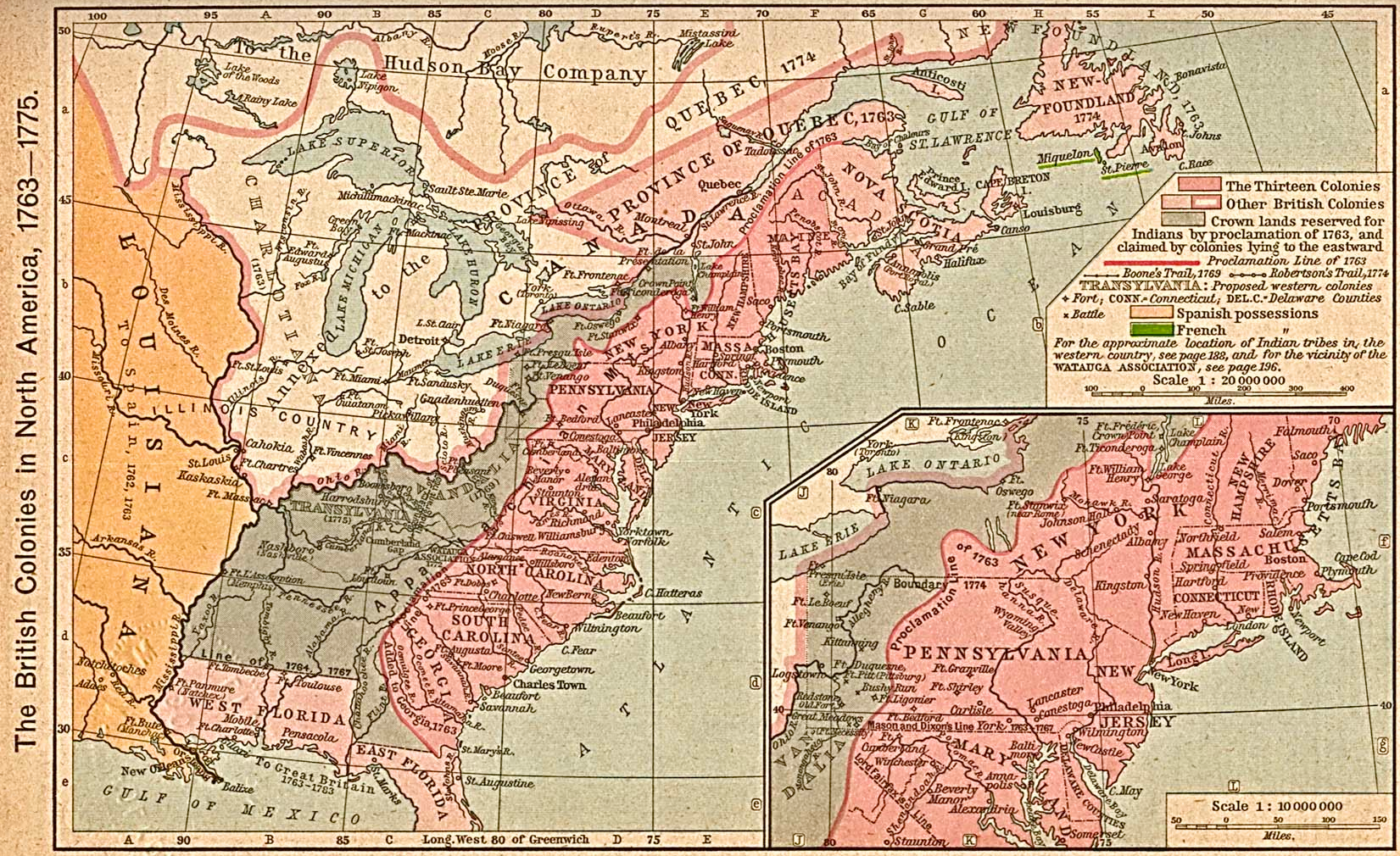
Индейская резервация 1763 года.

Завоевание американского континента поставило перед британским правительством вопрос о способах управления новыми владениями. 7 октября 1763 года король издал декларацию, в которой разделил континент на несколько административных областей. Кроме этого, он обозначил границу, западнее которой запрещалось селиться европейцам, создав тем самым особую Индейскую резервацию. Это решение было принято отчасти под влиянием восстания Понтиака, хотя ещё ранее британские чиновники задумывались над проблемой управления индейскими землями. Королю было известно, что поселенцы допускают много несправедливостей в отношении индейцев, и это может в будущем привести к конфликту. Уильям Джонсон уверил лондонскую Торговую палату, что закрытие западных земель для колонизации будет только на пользу всем.
Декларация не смогла остановить миграцию отдельных поселенцев, но создала проблемы крупным перекупщикам земли. Многие будущие отцы-основатели США (Вашингтон, Джефферсон, Патрик Генри и Артур Ли) считали эту декларацию актом тирании со стороны британского правительства. Однако она не вызвала громких протестов, поскольку считалась временной, предназначенной лишь для того, чтобы на какое-то время успокоить индейцев.

### Гербовый Акт
В начале 1763 года министерство Бьюта приняло решение оставить в колониях армию в 10 000 человек. После издания прокламации 1763 года эту армию развернули вдоль линии индейской резервации. На содержание этой армии уходило 225 000 фунтов в год, что было тяжёлой нагрузкой на бюджет Британии, внешний долг которой удвоился за время войны. В апреле 1763 года министерство Бьюта ушло в отставку и было сформирован кабинет Джорджа Гренвилла. Теперь этому правительству предстояло изыскать средства на содержание армии в колониях. Введение нового налога в Англии было невозможно, поскольку только что прошли протесты против налога на сидр, который пыталось ввести министерство Бьюта. Война с Францией показала, что американские колонии недостаточно охотно помогают метрополии, и что они слишком независимы, поэтому парламент решил принять меры, чтобы укрепить свою власть в колониях. В 1763—1765 годах были приняты несколько законов, в том числе Закон о Гербовом сборе.
Все эти меры вызвали недовольство населения колоний. И если создание индейской резервации считалось временной мерой, то закон о гербовом сборе вызвал протесты ещё на стадии обсуждения. Британское правительство было уверено, что никаких проблем не возникнет, поскольку налог был относительно небольшим. Но он сразу вызвал протесты: сначала в газетах, а затем и среди политиков. Патрик Генри призвал вирджинскую Палату бюргеров принять резолюции, осуждающие новый закон. Летом вспыхнули протесты в Бостоне, а затем и в других колониях. Джон Адамс впоследствии утверждал, что протесты 1765 года изменили общество, сделали людей более чувствительными к вопросам свободы и более решительно настроенными защищать свои права. По его мнению, идея американской независимости родилась именно в дни кризиса 1765 года.

### Война в карьере Джорджа Вашингтона

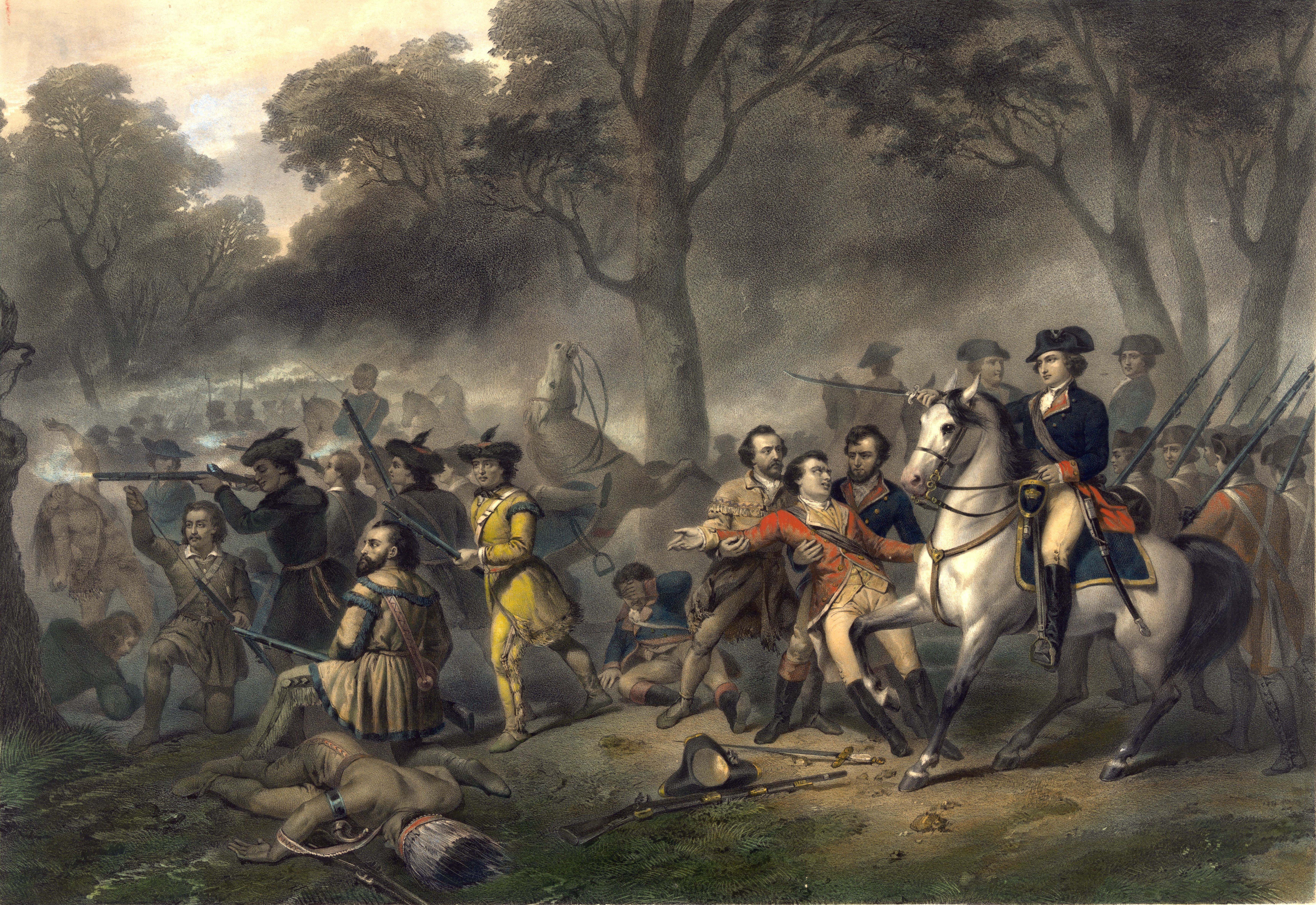
Джордж Вашингтон во время сражения при Мононгахиле. Картина 1834 года

До начала войны Джордж Вашингтон носил звание майора колониальных войск и командовал одним из четырёх военных дистриктов колонии Вирджиния. Он был ещё молодым и неопытным и потом сам удивлялся, что губернатор согласился отправить его с миссией в Огайо. Его отчёт о поездке был опубликован в газетах Америки и Англии, сделав его знаменитым в обеих странах. 20 марта 1754 года он получил звание подполковника, а вскоре был отправлен в поход в Огайо, который завершился его разгромом у форта Несессити. Первое время его винили за эту неудачу, но потом общественное мнение склонилось на его сторону. О походе снова написали газеты Англии и Америки, и о Вашингтоне узнал король Георг II. В ноябре 1754 года Вашингтон подал в отставку, но 2 марта 1755 года генерал Брэддок пригласил его поучаствовать в его экспедиции в качестве волонтёра. Несмотря на разгром Брэддока, поход сделал Вашингтона знаменитым: губернатор Северной Каролины поздравил его с обретением бессмертной славы.
14 августа 1755 года вирджинская Ассамблея назначила его главнокомандующим вирджинских войск и поручила ему оборону долины Шенандоа. Через два года жители Шенандоа выбрали его депутатом в Палату Бюргеров. В 1758 году, при подготовке экспедиции Форбса он познакомился со своей будущей женой, Мартой Кастис. В конце 1758 года он подал в отставку. Его здоровье ухудшилось в годы войны, но он обрёл ценный опыт, привык к неудачам и поражениям, научился тренировать полки, освоил азы военной стратегии. Именно в эти годы он стал сторонником сильного централизованного правительства.

## Отражение в культуре

### В литературе
- Романы Джеймса Фенимора Купера:
  - «Последний из могикан» (1826)
  - «Следопыт» (1840)
  - «Сатанстоу» (1845)
- «Вирджинцы[англ.]» — роман Уильяма Теккерея (1859)
- «На полях Авраама»[англ.] — роман Джеймса Оливера Кервуда (1928)
- «На тринадцати ветрах» — серия романов Жюльетты Бенцони (1992—1994)

### В кино
- «Последний из могикан»[англ.] — режиссёр Дж. Б. Сайц[англ.] (США, 1936).
- «Северо-Западный проход»[англ.] — режиссёр Кинг Видор (США, 1940).
- «Форт Ти»[англ.] — режиссёр Уильям Касл (США, 1953).
- «Последний из могикан»[англ.] — режиссёр Маттео Кано (Испания-Италия, 1965).
- «Последний из могикан»[англ.] — режиссёры Жан Древиль, Серджиу Николаеску (Румыния-Франция, 1968).
- «Следопыт» — режиссёр Павел Любимов (СССР, 1987).
- «Последний из могикан» — режиссёр Майкл Манн (США, 1992).
- «Следопыт»[англ.] — режиссёр Дональд Шебиб[англ.] (Канада, 1996).
- «Маргерит Волан» (сериал) — режиссёр Шарль Бинаме (Канада, 1996).
- «Новая Франция» — режиссёр Жан Боуден (Канада-Франция, 2004).

### Статьи
- Oaks R. F. The Impact of British Western Policy on the Coming of the American Revolution in Pennsylvania (англ.) // The Pennsylvania Magazine of History and Biography. — Philadelphia: University of Pennsylvania Press, 1977. — Vol. 101, iss. 2. — P. 171—189. — ISSN 0031-4587. — JSTOR 20091146.